# Les herbes folles
Les herbes folles, conocida en español como Hierba salvaje, Las hierbas salvajes y Malas hierbas, es una película franco-italiana dirigida por Alain Resnais en 2008 y presentada el 4 de noviembre de 2009 en competición oficial en el Festival de Cannes 2009, donde su realizador obtuvo un Premio especial del Jurado por su carrera artística.

## Sinopsis
A Margaret Muir le roban un bolso de una tienda del Palais-Royal. El ladrón tira el contenido en un estacionamiento de un centro comercial de L'Hay-les-Roses y Georges Palet lo recoge al pie de su coche. Comienza entonces en la imaginación de George una historia de amor absurdo y surrealista, que lo lleva a hostigar con las cartas y llamadas telefónicas a Marguerite, que ella rechaza con prudencia.

## Reparto
- André Dussollier: Georges Palet.
- Sabine Azéma: Marguerite Muir.
- Anne Consigny: Suzanne, la esposa de Georges.
- Emmanuelle Devos: Josépha, dentista colega de Marguerite.
- Mathieu Amalric: Bernard de Bordeaux, un policía.
- Michel Vuillermoz: Lucien d'Orange, otro policía.
- Édouard Baer: narrador.

## Premios
Premios Sant Jordi
| Categoría              | Persona          | Resultado |
| ---------------------- | ---------------- | --------- |
| Mejor actor extranjero | André Dussollier | Ganador   |